# Phil Neville

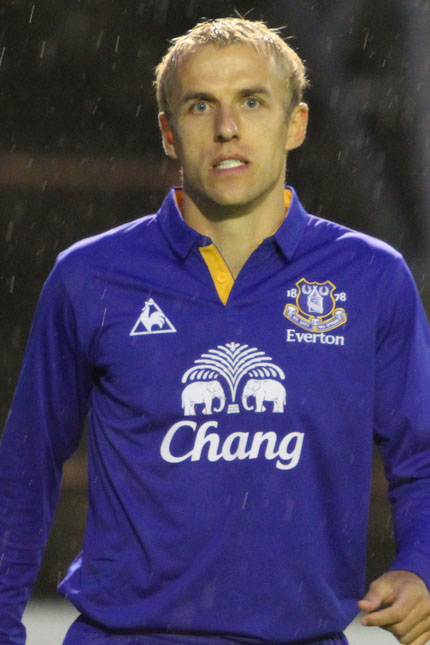
Phil Neville med Everton FC, 2011.

Philip John "Phil" Neville, född 21 januari 1977 i Bury, England, är en brittisk (engelsk) fotbollstränare och tidigare fotbollsspelare som spelade för Manchester United och Everton. År 2018 blev han förbundskapten för Englands damlandslag i fotboll. Sedan 28 februari 2021 är han huvudtränare för Inter Miami CF, ett kontrakt som förlängdes i november 2022.
Som spelare stod Phil Neville ofta i skuggan av sin äldre bror, Gary Neville, när de båda spelade i Manchester United. De konkurrerade om samma position från början men den tog Gary och han har behållit den sedan dess. I slutet av tiden i Manchester fick Neville dåligt med speltid. Egentligen hade han aldrig varit ordinarie i startuppställningen, men en riktig "super sub", och han började se sig efter en annan klubb. Sommaren 2005 presenterades Philip Neville som ett av Evertons nyförvärv. Där har han fått en betydelsefull roll på lagets mittfält, men han har även spelat back en del. Han var även lagkapten i Everton.

## Meriter
Philip Neville var med det engelska landslaget i EM i fotboll 1996, 2000 och 2004. Han har aldrig varit med i en VM-trupp.
Han har vunnit Premier League sex gånger, FA-cupen tre gånger och Champions league en gång.